# Melió
Melió o les Masies de Melió és una entitat de població del municipi de Sant Guim de Freixenet, a la comarca de la Segarra.
El nucli de població se situa en un altiplà entre Altadill, Freixenet de Segarra i el cap de municipi.
L'origen del topònim està possiblement vinculat amb el nom propi d'una persona, propietari dels terrenys sobre els quals es van edificar les primeres cases d'aquest petit nucli. De fet, es coneix l'existència al segle xiv del mas Mañió.
Per al seu poblament és possible que en alguns casos s'efectués una venda d'una peça de terra a canvi d'un preu acordat i en d'altres s'establís un cens anual de caràcter indefinit i una entrada simbòlica, el que es coneix com a establiment emfitèutic indefinit.
L'origen de les Masies probablement és molt similar al d'altres petits agrupaments de masos del territori, estretament vinculat al desenvolupament del cultiu de la vinya, que durant el segle xviii en va viure una gran expansió però que avui ja ha desaparegut d'aquesta zona.